# Великоолипське сільське поселення
Великооли́пське сільське поселення — муніципальне утворення в складі Кезького району Удмуртії, Росія. Адміністративний центр — присілок Великий Олип.
Населення — 833 особи (2018; 895 у 2015, 995 в 2012, 1022 в 2010, 1272 у 2002).
До 2006 року існувала Великоолипська сільська рада.

## Склад
До складу поселення входять такі населені пункти:
| Населений пункт         | Населення, осіб (2002) | Населення, осіб (2010) | Населення, осіб (2012) |
| ----------------------- | ---------------------- | ---------------------- | ---------------------- |
| Александрово, село      | 309                    | 271                    | 264                    |
| Великий Олип, присілок  | 254                    | 208                    | 202                    |
| Верхня Дирпа, присілок  | 59                     | 32                     | 31                     |
| Дирпа, присілок         | 268                    | 185                    | 181                    |
| Ковальово, присілок     | 50                     | 40                     | 39                     |
| Лип-Булатово, присілок  | 183                    | 161                    | 163                    |
| Малий Олип, присілок    | 32                     | 28                     | 26                     |
| Новий Пажман, присілок  | 83                     | 68                     | 63                     |
| Старий Пажман, присілок | 24                     | 22                     | 18                     |
| Ярунь, присілок         | 10                     | 7                      | 8                      |

## Господарство
В поселенні діють школа (Александрово), 2 садочки («Іскорка» в Александрово, Великий Олип), 2 бібліотеки (Великий Олип, Александрово), 2 клуби (Дирпа, Александрово), 4 ФАПи (Великий Олип, Дирпа, Лип-Булатово, Александрово). Серед підприємств працюють СПК «Дружба» та «Іскра».